# Tian Pengfei
Tian Pengfei (chiń. 田鹏飞; ur. 16 sierpnia 1987) – chiński snookerzysta. W gronie zawodowców od 2006 roku. Zawodnik main-touru sklasyfikowany na 61. pozycji (stan na sezon 2008/09). Plasuje się na 64. miejscu pod względem zdobytych setek w profesjonalnych turniejach, w sierpniu 2025 miał ich łącznie 148.
W 2006 roku dotarł do pierwszej rundy rankingowego turnieju Northern Ireland Trophy. W swojej karierze zarobił 5700 funtów brytyjskich.
Zdobywca dwóch złotych medali w Asian Games 2006 (jeden krążek za grę w parze z Ding Junhuiem, drugi za grę drużynową).
Podobnie jak inni chińscy zawodnicy trenuje w World Snooker Academy w Sheffield.